# Crimewave
Singles par Crystal Castles
Air War
(2007)
Singles par Health
"Perfect Skin
(2008)
Pistes de Crystal Castles
Alice Practice Magic Spells
Crimewave est une chanson du groupe de musique expérimentale torontois Crystal Castles et du groupe américain de noise rock Health tiré du premier album de Crystal Castles, du même nom que le groupe. La chanson est le premier single pour les deux groupes ainsi que le premier single du premier album de Crystal Castles. Il a été enregistré le 13 août 2007 au studio "The Exchange" à Maidstone au Royaume-Uni accompagné de la face B "XxzxcuZx Me".

## Liste des titres
- Édition vinyle 7 pouces britannique :

1. Crimewave (Ethan Kath, Benjamin Miller, Jake Duzsik, John Flamiglietti, Jupiter Keyes)  - 4:15
2. XxzxcuZx Me (Alice Glass, Ethan Kath)  - 1:58

- Édition CD britannique :

1. Crimewave (Edit)  - 2:58
2. Crimewave (Remix)  - 4:26
3. XxzxcuZx Me  - 1:58

- Édition française :

1. Crimewave (Radio Edit) - 2:54
2. Crimewave (Sinden Remix) - 4:04
3. Crimewave (LA Riots Remix) - 4:50
4. Crimewave (Keith Remix) - 6:41

- Maxi par téléchargement digital :

1. Crimewave (Radio Edit) - 2:54
2. Crimewave (Sinden Remix) - 4:04
3. Crimewave (LA Riots Remix) - 4:50
4. Crimewave (Keith Remix) - 6:41
5. Crimewave (LZRTAG Remix) - 4:15

- Réédition CD britannique :

1. Crimewave (Gentile Radio Edit) - 2:52
2. Crimewave (LA Riots Remix) - 4:48
3. Crimewave (Keith Remix) - 6:39
4. Crimewave (Sinden Remix) - 4:02
5. Crimewave (Album Version) - 4:18